# Các lực lượng Dân chủ Syria
Các lực lượng Dân chủ Syria (tiếng Ả Rập: قوات سوريا الديمقراطية, đã Latinh hoá: Quwwāt Sūriyā al-Dīmuqrāṭīya, tiếng Kurd: Hêzên Sûriya Demokratîk, tiếng Syriac cổ điển: ܚܝ̈ܠܘܬܐ ܕܣܘܪܝܐ ܕܝܡܩܪܛܝܬܐ, đã Latinh hoá: Ḥaylawotho d'Suriya Demoqraṭoyto) là một liên minh đa sắc tộc và đa tôn giáo của người Kurd chủ yếu, cũng như các lực lượng dân quân Ả Rập và các lực lượng dân quân người Assyria/Syriac, cũng như một số nhóm nhỏ hơn người Turk, người Armenia, người Circassia và người Chechnya trong cuộc nội chiến Syria.. Liên minh này chủ yếu là do các đơn vị Bảo vệ Nhân dân, và quân đội dẫn đầu bởi quân đội, phần lớn là người Kurd. Theo Lầu Năm Góc, người Kurd chiếm 40% lực lượng Liên minh và người Ả Rập chiếm 60% tính đến thời điểm tháng 3 năm 2017, dù một số nguồn khác ước tính con số người Ả Rập trong Liên minh thấp hơn đáng kể con số trên. Được thành lập vào tháng 10 năm 2015, SDF tuyên bố nhiệm vụ của mình là chiến đấu để tạo ra một thế tục, dân chủ và liên bang Syria, dọc theo cuộc Cách mạng Rojava ở miền bắc Syria. Hiến pháp cập nhật tháng 12 năm 2016 của Liên đoàn Dân chủ Bắc Syria đặt tên cho SDF là lực lượng phòng vệ chính thức.
Các đối thủ chính của Liên minh và các đồng minh của họ là các nhóm theo chủ nghĩa Hồi giáo Salafist và Hồi giáo tham gia vào cuộc nội chiến, cụ thể là Nhà nước Hồi giáo Irac và Levant (ISIL), các nhóm đối lập Syria, các chi nhánh al-Qaeda của Thổ Nhĩ Kỳ, đồng minh. SDF đã tập trung chủ yếu vào ISIL, đã thành công trong việc đẩy lùi họ khỏi các khu vực chiến lược, như Al-Hawl, Shaddadi, Tishrin Dam, Manbij, al-Tabqah, Tabqa Dam, Baath Dam, và thủ đô cũ của ISIL Raqqa.

## Thành lập
Việc thành lập Các lực lượng Dân chủ Syria đã được công bố vào ngày 11 tháng 10 năm 2015 trong một cuộc họp báo ở al-Hasakah. Liên minh này được xây dựng trên sự hợp tác lâu dài từ trước tới nay giữa các đối tác sáng lập. Trong khi các đơn vị bảo vệ nhân dân (Yekîneyên Parastina Gel, YPG) và các đơn vị bảo vệ phụ nữ (Yekîneyên Parastina Jin, YPJ) đã hoạt động khắp các bang của Rojava, các đối tác sáng lập khác tập trung hơn về mặt địa lý.
Địa lý tập trung vào Koban Canton là đối tác của YPG trong phòng hoạt động chung của Euphrates Volcano, một số phiến quân nổi dậy của quân đội Syria, đã giúp bảo vệ thị trấn Kobanî của người Kurd trong cuộc bao vây Kobanî. Liwa Thuwwar al-Raqqa cũng ở núi lửa Euphrates, và nó bị trục xuất bởi Mặt trận Núi Al-Nusra và ISIL từ thành phố Raqqa vì liên minh với YPG kể từ tháng 4 năm 2014. Nhóm này đã tham gia bắt giữ Tell Abyad từ Nhà nước Hồi giáo.
Về mặt địa lý tập trung vào Jazira Canton là Hội đồng Quân sự Syria Assyrian Syriac (Mawtbo Fulhoyo Suryoyo, MFS) và Lực lượng al-Sanadid của bộ lạc Arab Shammar, cả hai đều đã hợp tác với YPG trong cuộc chiến chống ISIL kể từ năm 2013. MFS được tiếp tục chính trị liên kết với YPG thông qua ý thức hệ chung của thế giới về chủ nghĩa tự do dân chủ, trong cộng đồng Assyria được gọi là phong trào Dawronoye.
Khu vực địa lý tập trung vào khu vực Shahba là Quân đội Cách mạng (Jaysh al-Thuwar, JAT), chính nó là liên minh của một số nhóm có nhiều nguồn gốc dân tộc và chính trị khác nhau, những người có chung điểm chung là họ đã bị phe đối lập chính thống Syria phản đối vì thế tục, quan điểm chống lại Hồi giáo và các mối liên kết. Tuy nhiên, hầu hết các nhóm thành phần của JAT luôn sử dụng nhãn của Quân đội Tự do Syria và tiếp tục sử dụng nó.